# Turu (São Luís)
Turu é um bairro situado na região leste da cidade de São Luís, no Maranhão, ao longo da avenida São Luís Rei de França. Possui uma população de 37 mil habitantes, com ocupação populacional em ascensão, especialmente devido à presença de condomínios (horizontais e verticais) de padrão popular e médio e densidade populacional relativamente baixa, com espaços vazios disponíveis ao adensamento.

## Localização
O bairro do Turu se localiza entre os bairros Cohab, Parque Vitória, Angelim, Cruzeiro do Anil, Chácara Brasil e Bequimão. Se desenvolve a partir da avenida São Luís Rei de França, umas das mais importantes de São Luís.

## História
Sua ocupação começou pela ação da iniciativa privada, mas com o tempo passou a atrair também o interesse do poder público, especialmente com o início de empreendimentos e construções na década de 1990. Antes dos investimentos de grandes construtoras, a área era uma reserva fundiária, com baixa densidade populacional. Moradores relatam que, até então, predominava uma paisagem rural, que foi transformada pelo forte desenvolvimento impulsionado por investimentos do estado e da iniciativa privada. A urbanização evoluiu de acordo com esses interesses, convertendo grandes sítios rurais em áreas urbanizadas, com melhor infraestrutura e equipamentos urbanos, resultando em um novo reordenamento territorial na região.

## Etimologia
O nome Turu vem das lagartas de fogo presentes na região, que eram denominadas pelos indígenas como Torooup ou Toroueupe. A palavra do idioma indígena Tupinambá foi adaptada parra melhor compreensão, assim surgindo o nome Turu, que também é usada para um molusco comestível na Amazônia.

## Infraestrutura

#### Saúde
O Hospital da Ilha é o centro de referência em urgência e emergência do Turu, mas também há outras unidades de saúde, como o Djalma Marques, Centro Turu II e o Hospital de Traumatologia e Ortopedia.

#### Educação
O Turu possui uma rede de escolas e faculdades, tendo a UEB Maria Alice Coutinho, o Centro Educacional Sagres e o colégio Onde Canta o Sabiá, sendo os dois últimos particulares. No ensino superior, estão presentes no bairro as instituições Ceuma, Anhanguera e Edufor.

#### Transporte
A principal via do Turu é a Avenida São Luís Rei de França, que conecta o bairro de ponta a ponta. O transporte público liga boa parte do bairro, especialmente por seu formato de reta, cortado por uma das principais avenidas da cidade. Possui fácil acesso aos terminais de integração e geralmente grande frequência de ônibus passando.